# هنريكي رودريغوس
هنريكي رودريغوس (بالبرتغالية: Henrique Rodrigues) هو سباح برازيلي، ولد في 4 فبراير 1991 في كوريتيبا في البرازيل.

## وصلات خارجية
- هنريكي رودريغوس على موقع الاتحاد الدولي للسباحة (الإنجليزية)
- هنريكي رودريغوس على موقع SwimRankings.net (الإنجليزية)
- هنريكي رودريغوس على موقع اللجنة الأولمبية الدولية (الإنجليزية)
- هنريكي رودريغوس على موقع أوليمبيديا (الإنجليزية)